# 大連金州体育場
大連金州体育場（簡体字中国語: 大连金州体育场）は、中華人民共和国遼寧省大連市金州区体育路にある陸上競技場である。球技場としても使用される。中国サッカー・スーパーリーグに所属する大連阿爾濱足球倶楽部がホームスタジアムとして使用している。運営管理は遼寧省体育局が行っている。大連金州スタジアムとも呼ばれる。

## 歴史
1958年に大連金州体育場は竣工し、当時の収容人数は12,000人であった。改革開放以降スポーツイベントは日増しに増え、老朽化した金州体育場ではスポーツイベント、特にサッカーの試合の開催については現代の基準には合わない様になっていた。90年代に入ると大連市は金州体育場の建替えを決定、1996年10月26日に新スタジアム建設に着工、1997年6月18日に竣工した。2007年に大連市が再度出資し改装工事を行い、電光掲示板等が設置され、現在の設備が整った。
後に大連実徳FCがホームスタジアムとし、当体育場で何度となくスーパーリーグ、中国協会杯の優勝を決めるなど大連のサッカー、ひいては大連のスポーツの象徴の一つとなっている。2012年に大連実徳FCが解散して以降も大連阿爾濱足球倶楽部がホームスタジアムとして利用している。
また中国国内の他の大型陸上競技場と同様に金州体育場も度々コンサートや各種イベントの会場としても使用されている。

## 交通アクセス
- 大連駅から金州行のバスに乗車、金州第二バスターミナル（金州第二汽車站）下車、徒歩15分
- 金州駅から103系統の108中学行に乗車、金州体育場下車
- 大連地下鉄3号線東山路駅下車、五一路にある金海嘉園バス停より105系統金州開発区管委会行に乗車、金州体育場下車